# Kocbeře
Kocbeře är en ort i Tjeckien. Den ligger i den nordöstra delen av landet, 110 km öster om huvudstaden Prag. Kocbeře ligger 440 meter över havet och antalet invånare är 521.
Terrängen runt Kocbeře är kuperad åt nordväst, men åt sydost är den platt. Terrängen runt Kocbeře sluttar söderut. Runt Kocbeře är det ganska glesbefolkat, med 27 invånare per kvadratkilometer. Närmaste större samhälle är Dvůr Králové nad Labem, 4,0 km sydväst om Kocbeře. I omgivningarna runt Kocbeře växer i huvudsak blandskog.